# Cassian Bilton
Cassian Bilton es un actor británico conocido por su interpretación de Hermano Alba en la serie Fundación de Apple TV+.

## Educación
Cassian Bilton estudió filosofía y teología en la Universidad de Oxford. Durante su estancia en Oxford, participó en muchas obras de teatro y fue presidente del Experimental Theatre Club. Antes de graduarse en 2017, interpretó a Oliver en Como gustéis en el Sam Wanamaker Playhouse del Shakespeare's Globe.

## Carrera
Cassian Bilton interpretó a Kornitzer en el cortometraje de 2019 The Devil's Harmony, que ganó el Premio del Jurado para Cortometraje de Ficción Internacional del Festival de Cine de Sundance en 2020. También apareció como Connor en Shoal, cortometraje de 2020, que fue nominado en los BAFTA Student Film Award, y preseleccionado como Mejor Cortometraje en los British Independent Film Awards.
Cassian Bilton interpreta a Hermano Alba en la serie Fundación de Apple TV+ desde 2021.

## Filmografía
| Año           | Título              | Personaje    | Notas        |
| ------------- | ------------------- | ------------ | ------------ |
| 2019          | The Devil's Harmony | Kornitzer    | Cortometraje |
| 2020          | Shoal               | Connor       | Cortometraje |
| 2021–Presente | Fundación           | Hermano Alba | Principal    |

## Vida personal
Cassian Bilton reside en Lonres y muestra interés por las artes visuales y la música.

## Enlaces Externos
- Cassian Bilton en Internet Movie Database (en inglés).

- Datos: Q124624529
- Multimedia: Category:Cassian Bilton / Q124624529